# スタジオM2
株式会社スタジオM2（スタジオエムツー）は、日本のアニメ制作会社。

## 概要
2016年3月、MAPPAの代表取締役だった丸山正雄が新たに設立したアニメの企画・制作を行う会社。丸山が立ち上げたスタジオとしてはマッドハウス、MAPPAに続いて3社目となる。
『この世界の片隅に』の制作を最後にMAPPAの会社経営から離れた丸山は、そのまま第一線を退くつもりでいたが、まだ作品を作りたいと感じたため、プリプロダクション専門の企画会社を作ることにした。
「自分ならでは」という大物企画を最低でもあと2本は実現させたいと考えた丸山は、プランニングを進めて「自分がいなくても作品が世に出せる」形を作ろうとした。完成には5年はかかると予想されたので、いつ自分が倒れても若いプロデューサーたちに後を引き継いでもらえるよう、その最初の2〜3年でストーリーラインなどの土台を固めておこうと考えたという。
当初は企画だけを手掛ける会社のつもりだったが、アニメ業界の常で他の諸々のこともやらざるを得なくなり、2017年放送のテレビアニメ『鬼平』ではアニメーション制作を担当することになった。
丸山がプロデューサーとしてタッグを組んでいた、「千年女優」「パプリカ」などで知られるアニメーション映画監督の今敏が2010年に新作「夢みる機械」の準備中に死去した後に今敏作品の企画を凍結していたが、今が監督業を本格的に始める前に漫画化として連載していた『OPUS』をアニメーション化すべく、旧友である平沢進に再度劇伴製作を頼み、M2スタジオにて映像化する事を仏パリで行われたJAPAN EXPO 2017にて発表。2018年発表の核P-MODELのアルバム『回=回』には、『OPUS』というタイトル曲が収録、及び既に製作済みであり、同年の核P-MODELのLiveに丸山が訪れ、平沢と会っている。

## 作品

### テレビアニメ
| 開始年 | 放送期間  | タイトル                                   | 監督   | シリーズ構成 | アニメーション プロデューサー | 原作 | 備考                                       |
| ------ | --------- | ------------------------------------------ | ------ | ------------ | ----------------------------- | ---- | ------------------------------------------ |
| 2017年 | 1月 - 4月 | 鬼平                                       | 宮繁之 | N/A          | 橋本信太郎                    | 小説 | アニメーション制作                         |
| 未公表 | 未公表    | GATE SEASON2 自衛隊 彼の海にて、斯く戦えり | 髙橋亨 | 浦畑達彦     | 未公表                        | 小説 | アニメーション制作 第1期はA-1 Pictures制作 |

### 劇場アニメ
| 公開年 | 公開日  | タイトル      | 監督       | 脚本                | 原作 | 共同制作               |
| ------ | ------- | ------------- | ---------- | ------------------- | ---- | ---------------------- |
| 2018年 | 10月6日 | 薄墨桜 -GARO- | 西村聡     | 小林靖子            | 特撮 | スタジオヴォルン       |
| 2023年 | 3月20日 | 鼠小僧次郎吉  | りんたろう | 山中貞雄 りんたろう | 映画 | ミユ・プロダクションズ |

### Webアニメ
| 配信開始年 | タイトル | 監督     | シリーズ構成 | 原作 | 備考               |
| ---------- | -------- | -------- | ------------ | ---- | ------------------ |
| 2023年     | PLUTO    | 河口俊夫 | N/A          | 漫画 | アニメーション制作 |